# Produktiv (grammatik)
En produktiv ordklass, avledning eller grammatisk kategori betecknar något där nybildning är möjlig, till skillnad från improduktiv.
Exempel på produktiva ordklasser i svenskan är verb och substantiv, där ord som stekare och baxa (i betydelsen "stjäla") tillkommit under de senare åren, till skillnad från improduktiva ordklasser där inga nya ord har bildats på mycket länge, till exempel räkneord och konjunktioner. Inom de produktiva ordklasserna finns en skillnad mellan produktiva och improduktiva kategorier, där exempelvis adjektiv endast är produktiva i första deklinationen: nybildade adjektiv kompareras -are, -ast (slick, slickare, slickast) men inte med ändelserna -re, -st (som hög, högre, högst). På samma sätt används inte längre avledningen -else när nya substantiv skapas av verb (till exempel varelse av vara), utan hellre -ning (som i sminkning av sminka.